# Rafflesia speciosa
Rafflesia speciosa är en tvåhjärtbladig växtart som beskrevs av Barcelona och Fernando. Rafflesia speciosa ingår i släktet Rafflesia, och familjen Rafflesiaceae. Inga underarter finns listade i Catalogue of Life.